# جيوتوبيا
جيوتوبيا هي مسرحية كوميدية ل ريان فوجيل وسام ولفسون.
تركز المسرحية على صديقين، كريس أوكونيل وآدم ليبشيتز، وكلاهما يقتربان من عيد ميلادهما الثلاثين. يهتم كريس الوثني (شخص لا يتبع الديانة اليهودية) بمواعدة النساء اليهوديات لأنه يشعر أنهن سيجعلن حياته أسهل من خلال اتخاذ جميع قرارات الحياة نيابة عنه. يريد آدم اليهودي أن يواعد النساء اللواتي لا يتبعن الديانة اليهوديو لأنه لا يرغب في أن يتم تذكيره بجذوره. يتعاون الفريقان ويعلِّم كل منهما الآخر كيفية جذب النساء من اختيارهم
تتضمن معظم روح الدعابة في المسرحية نُكتًا عن الافكار النمطية اليهودية مع فكاهة عرضية حول أجزاء الجسم والوظائف الجسدية. تشير المسرحية في العديد من المراجع إلى موقع التعارف اليهودي جدت.
من إخراج آندي فيكمان ‏، افتتح إنتاج لوس أنجلوس في ٨ أيار سنة 2003 في غرب هوليود مسرح الساحل، حيث استمر لمدة عام ثم بِيع. ترأس فوغل وولفسون فريق التمثيل.
في21 تشرين الأول سنة 2004، اُفتتِح الإنتاج خارج برودواي، الذي أخرجه جون تيلنجر وبطولة الكتاب المسرحيين مرة أخرى، في مسرح ويستسايد في مانهاتن بعد المعاينات التي بدأت في 28 أيلول 2004. عُرض بشكل مربح للغاية 27 معاينة و 1052عرضًا منتظمًا على مدى ثلاث أعوام و نصف واُختتِم في 29 نيسان 2007، حيث لعب الممثلان جوش هاين وجيريمي ريش أدوار كريس وآدم.
تتضمن الإنتاجات الإضافية عروض في تامبا، فلوريدا، ريتشموند، فيرجينيا 
وتورنتو، أونتاريو، كندا ابتداء من خريف 2007. خُطِط لجولة شتاء في سنة 2009.
في عام ٢٠٠٦، نشر فوغل و ولفسون كتاب جيوتوبيا : الكتاب المختار لشعب المختار، وهو كتاب طاولة القهوة مستوحى من المسرحية.

## الفيلم المقتبس
في 14 تموز 2011، أُعلن أن فيلمًا مقتبسًا للمسرحية قيد الإنتاج.  ومن النجوم جينيفر لوف هيويت وإيفان سيرجي. أُصدِر الفيلم في 26 نيسان 2012 حصل على مراجعات سلبية للغاية بنسبة 10٪ على موقع روتن توميتوز و8 ٪ على موقع ميتاكريتك و4،1 من 10 على موقع آي إم دي بي.

## الروابط الخارجية
- Official website
- جيوتوبيا at the Internet Off-Broadway Database
- Jewtopia info page on StageAgent.com – Jewtopia plot summary & character descriptions